# Национално знаме на Тайван
Националното знаме на Република Китай (Тайван) е прието през 1906 година във вида, в който е познато днес. Първоначалната версия от 1894 година се състои само от син фон с бяло слънце, което има дванайсет лъча. През 1928 година, знамето става официално за цял Китай, но след Китайската Гражданска Война между комунистическата и националистическата партия, знамето става забранено в континентален Китай, а на остров Тайван, където правителството на националистите бяга в изгнание, става официално с отделна конституция през 1945 година. Знамето се състои от червен фон,  като в горния ляв ъгъл има син правоъгълник, заемащ една четвърт от червения правоъгълник, а в центъра му е поставено бяло слънце с дванайсет лъча. Според официална информация - слънцето и лъчите символизират 12-те месеца в годината и 12-те часа според китайското учение, белият цвят е за демокрация и равенство, синият за национализъм и свобода, а червеният представлява съжителство, братство и кръвта, пролята от революционерите за създаването на държавата. Знамето e официално забранено в Китайската народна република, която не я признава, а поради статута на държавата след приемането на политиката за "Единен Китай" през 1971 година, Република Китай (Тайван) няма право да представя знамето си на олимпийските игри. Вместо него, Тайван е задължен да използва бяло знаме със специално направена емблема и да се представя като "Китайско Тайпе", за да се избегнат драми с Китайската народна република.

## Знаме през годините
- (1912 – 1928)